# Платонов, Валериан Платонович
Валериан Платонович Платонов (3 [15] марта 1809 года — 10 [22] декабря 1893 года) — государственный деятель Российской империи, член Государственного совета, министр статс-секретарь Царства Польского, статс-секретарь, сенатор, действительный тайный советник.

## Биография
Побочный сын Платона Зубова, фаворита Екатерины II. Его мать — Софья Леонтьевна Пржисилонская. 
В службу вступил 3 марта 1825 года. Действительный статский советник с 7 ноября 1850 года. Сенатор и тайный советник с 8 сентября 1859 года.
Статс-секретарь Его Величества. Товарищ министра статс-секретаря Царства Польского.
24 сентября 1864 года назначен министром статс-секретарём Царства Польского с правом присутствия в Государственном совете.
19 мая 1866 года назначен членом Государственного совета с оставлением в званиях сенатора и статс-секретаря Его Величества.
1 января 1879 года пожалован в чин действительного тайного советника.
В 1850 году в результате его брака с полькой Теодорой Джевицкой, дочерью Станислава Новаковского, шамбелана короля Станислава Августа Понятовского,  Валериан Платонов получил в качестве майората (приданого) польский город Билгорай и стал последним его владельцем. После усмирения январского восстания (1863—1864) в Польше 1 июля 1864 года продал город Билгорай правительству России.
В 1880-х годах Платонов вступил в конфликт с князем А. М. Горчаковым, в результате которого покинул Россию и поселился в Париже.
Вторым браком (с 18 июля 1883 года) был женат на француженке Евгении Меньючи (1863— ?), католического вероисповедания.
Личные архивы В. Платонова, содержащие многочисленные документы, касающиеся различных аспектов политики России в Царстве Польском, вместе с корреспонденцией на русском, польском и французском языках, находятся в институте Ю. Пилсудского в Нью-Йорке.

## Предки
Братья и сестры:
- Софья Платоновна Платонова (1800—1880). Ее муж (1-й брак) — Карл Карлович Пирх. Во втором браке замужем за П.С.Кайсаровым.
- Александр Платонович Платонов (1806—1894), военный (уволен в отставку майором; награжден орденами Святой Анны 3 и 4 степеней). Выйдя в отставку, занимался сельским хозяйством, благоустройством усадьбы в Вохоново и общественной деятельностью в земском движении (был царскосельским уездным предводителем дворянства).
- Константин Платонович Платонов (1807—1889), действительный статский советник, контролер-экзекутор Святейшего Синода, статс-секретарь императора Александра II.
- Никанор Платонович Платонов (1814—1884)
- Анна Платоновна Платонова (1817—1856). Муж — Григорий Александрович Смирягин, священник, протоиерей Церкви Введения во храм Пресвятой Богородицы на Петербургской стороне. Их дочь, Александра Григорьевна Смирягина (1847—1916), была замужем за Иваном Васильевичем Чельцовым, историком церкви.

## Награды
- Орден Святого Владимира 2 степени (13 июля 1861 года)
- Орден Святой Анны 1 степени с Императорской короной
- Орден Святого Станислава 1 степени (4 сентября 1856 года)
- Орден Святого Владимира 3 степени
- Орден Святой Анны 2 степени
- Знак отличия беспорочной службы за XXV лет